# Xalva Txíkhladze
Xalva Txíkhladze   (Kutaissi, 12 de juliol de 1912 - Tbilisi, 14 de gener de 1997) va ser un lluitador georgià, especialista en lluita grecoromana, que va competir sota bandera de la Unió Soviètica entre les dècades de 1930 i 1950.
Chikhladze es va interessar per la lluita lliure el 1920 i va començar a entrenar en un club el 1930, quan es va traslladar de Kutaisi a Tbilisi. El 1935 es va traslladar a Moscou i va quedar segon als campionats soviètics; va guanyar els campionats el 1936 i va acabar tercer el 1937 i el 1941. Durant la Segona Guerra Mundial va ser ferit en acció, prop de Kaluga, a finals de 1941. Després va guanyar tres títols soviètics més de lluita, el 1946, 1949 i 1950. El 1952, tot i tenir 40 anys, va ser seleccionat per disputar els Jocs Olímpics d'Estiu de Hèlsinki, on guanyà la medalla de plata en la competició del pes semi pesat del programa lluita grecoromana en perdre la final davant Kelpo Gröndahl. Una vegada retirat passà a exercir d'entrenador.